# Fiske Kimball
Pour les articles homonymes, voir Kimball.
Sidney Fiske Kimball, né le 8 décembre 1888 à Newton et mort le 14 août 1955 à Munich, est un architecte, historien de l'architecture et directeur du musée américain.

## Biographie
Diplômé de l'université Harvard, pionnier dans le domaine de la préservation de l'architecture, il a joué un rôle de premier plan dans les restaurations des plantations et domaines de Monticello et de Stratford Hall, en Virginie. Il est surtout connu en France pour ses ouvrages et ses articles sur l'art du XVIIIe siècle, dont il était un grand spécialiste. Il a dirigé le Philadelphia Museum of Art de 1925 à 1955, et en a fait un des plus célèbres musées du monde pour les Period rooms, reconstitutions de salons ou de pièces diverses anciennes, d'Asie, d'Europe ou d'Amérique, avec décors et mobiliers d'époque.

## Travaux
- Thomas Jefferson, architect, Original Designs in the Collection of Thomas Jefferson Coolidge, Junior, 1916.
- A History of Architecture, 1918 (avec George Harold Edgell).
- Domestic Architecture of the American Colonies and of the early Republic, 1922.
- American Architecture, 1928.
- "Les influences anglaises dans la formation du style Louis XVI", Gazette des Beaux-Arts, 73e année, 1931, p. 231-255.
- "La transformation des appartements de Trianon sous Louis XIV", Gazette des Beaux-Arts, 1938.
- Mr. Samuel McIntire, Carver : The architect of Salem, 1940.
- The Creation of the Rococo, 1943.
- Great Paintings in America: One Hundred and One Masterpieces in Color, 1948 (avec Lionello Venturi).
- Le Style Louis XV : origine et évolution du rococo, Paris : Picard, 1949.